# Palais de justice d'Aurillac
Le palais de justice d'Aurillac est un palais de justice situé sur la commune d'Aurillac, dans le département français du Cantal en région Auvergne-Rhône-Alpes.

## Historique
En 1846, il a été décidé de construire un ensemble regroupant un palais de justice, une gendarmerie et une maison d'arrêt, en raison de l'obsolescence des locaux précédemment utilisés. Un premier projet a été présenté en 1847, suivi d'un second en 1849 par Théophile Carriat, l'architecte responsable du service des bâtiments du Cantal.

## Description
Les trois bâtiments sont disposés dans un agencement rectangulaire, la gendarmerie et la prison formant chacune une aile du palais. Un jardin s'étend le long des façades principales, clos par un muret surmonté d'une grille. Le portique se détache en saillie sur la façade. 
Le palais de justice adopte un style de conception qui s'inspire de l'Antiquité.

## Protection
Les façades et les toitures sont inscrites au titre des monuments historiques par arrêté du 4 mai 1984.